# 2分人民币
人民币2分券首次发行于1955年3月1日。
2006年8月31日，中国人民银行发布公告，宣布人民币纸分币于2007年4月1日起停止流通。至此，人民币分币仅剩硬币在市面上流通。
2分人民币纸分币通常与1分、5分一起并稱为“八分币”（或“八分票”）。

## 历史
人民币2分目前一共发行了两个版本。

### 第二套人民币
第二套人民币2分发行于1955年3月1日，正面图景为苏联援华LI-2型飞机，背面为国徽图案以及“中国人民银行贰分”的汉（繁体）蒙藏维四种文字。纸币整体色调为蓝色。此版本的纸分币编号采用三位罗马字加7位阿拉伯数字的排列方式（XXX0000000）。人们通常称其为“有号纸分币”或“长号纸分币”。
1981年7月14日，为了补充硬分币供应不足，中国人民银行重新发行了纸分币。该版本纸分币的设计与1953年版的设计相近。此版本的纸分币编号采用三位罗马字的排列方式（XXX），其中每个冠字发行1000万张。人们通常称其为“无号纸分币”或“短号纸分币”。
无号纸分币的三罗马冠字有如下规律：三位数字中有且只有两位数字相同。但人民银行发行的纸分币最后一个冠号（通常被视为纪念版，因为其在纸分币连体钞中出现）ⅠⅡⅢ为例外。
两个版本的2分币均在2003年7月1日开始只收不付，并于2007年4月1日停止流通。

## 暗记
在2分纸币（2个版本均存在）的背面藏文下方有中国共产党的党徽图案暗记。在“中国人民银行”行名的“中”字下方有“古”字暗记。